# Georges Matoré
Georges Matoré (* 8. August 1908; † 5. Oktober 1998) war ein französischer Romanist und Lexikologe.

## Leben und Werk

### Matoré in Litauen
Matoré studierte in Paris am Institut des langues orientales und war ab 1938 Französischlehrer in Memel, dann in Šiauliai. Als am 5. September 1940 die Sowjetarmee anrückte, blieb er (aus Liebe zu seiner späteren Frau Ladona) als einziger Franzose in Litauen, sollte auf Einladung von Wladimir Georgijewitsch Dekanosow Lektor an der Universität Wilna werden, wurde jedoch am 20. Oktober 1940 eingekerkert und kam erst dank des Vorrückens der Wehrmacht am 23. Juni 1941 frei. Er kam am 5. Juli zu Fuß in Wilna an und blieb dort (von einer Reise nach Paris abgesehen) bis zum 20. März 1943. Da die Rückkehr der Sowjetarmee drohte, ließ er sich mit seiner litauischen Frau in Paris nieder.

### Matoré in Frankreich
Matoré habilitierte sich 1946 in Paris mit den beiden Thèses Le Vocabulaire de la prose littéraire de 1833 à 1845. Théophile Gautier et ses premières oeuvres en prose (erschienen u.d.T. Le Vocabulaire et la société sous Louis-Philippe, Genf/Lille 1951, Genf 1967) und Théophile Gautier. La préface de "Mademoiselle de Maupin". Edition critique (Paris 1946). Er war später Professor an der Sorbonne, wo zu seinen Schülern Bernard Quemada und Irène Tamba zählten.

## Weitere Werke
- (Hrsg.) Théophile Gautier, Emaux et camées. Introduction de Jean Pommier, Paris 1947
- La Langue de Molière, in: Molière, Œuvres complètes, hrsg. von Gustave Michaut, Bd. 11, Paris 1949
- La Méthode en lexicologie. Domaine français,  Paris 1953, 1973
- (Hrsg.) Abbé Prévost, Histoire du chevalier Des Grieux et de Manon Lescaut, Genf/Lille 1953
- L'Espace humain. L'expression de l'espace dans la vie, la pensée et l'art contemporains, Paris 1962, 1976
- Dictionnaire du vocabulaire essentiel. Les 5 000 mots fondamentaux, Paris 1963, 1973, 1984
- Histoire des dictionnaires français, Paris 1967
- Musique et structure romanesque dans la Recherche du temps perdu (mit Irène Tamba), Paris 1973
- La Muselière. Un détenu écoute et rêve, Paris 1975 (Erinnerungen an die Wirren des Krieges in Litauen)
- Le Vocabulaire et la société médiévale, Paris 1985
- Le Vocabulaire et la société du XVIe siècle, Paris 1988
- Mes prisons en Lituanie, Boulogne 1992 (Erinnerungen)